# Silver Discoverer
Silver Discoverer es un pequeño crucero de tipo yate operado por Silversea Cruises como el tercer miembro de su flota de Silversea Expeditions. Anteriormente, había sido operada por varias líneas de cruceros con diferentes nombres, el más reciente de los cuales era Clipper Odyssey.

## Diseño
El barco tiene un tonelaje de 5.218 toneladas, mide 102,97 metros de largo y 15,42 metros de ancho. Este es para cruceros de destino intensivo y no tiene muchas comodidades como barcos más grandes.
Las instalaciones a bordo incluyen una pista para correr, una piscina; un gimnasio y un salón de belleza; un restaurante y parrilla de la piscina; una sala de conferencias y una sala panorámica. Silver Discoverer cuenta con un barco con fondo de cristal para la exploración de la vida marina. Este solía tener una cámara de descompresión para los buzos, pero ya no está en uso.

## Incidentes
- En julio de 2002, el barco encalló en la isla de St. Matthew en el mar de Bering, pero no sufrió daños.

- En agosto de 2004, el barco encalló en las Islas Aleutianas cerca de Dutch Harbor y los pasajeros y la tripulación tuvieron que ser evacuados. El barco resultó gravemente dañado y se desprendieron 5000 galones de combustible del buque. Este regresó al servicio dos meses después.[4]

## Galería

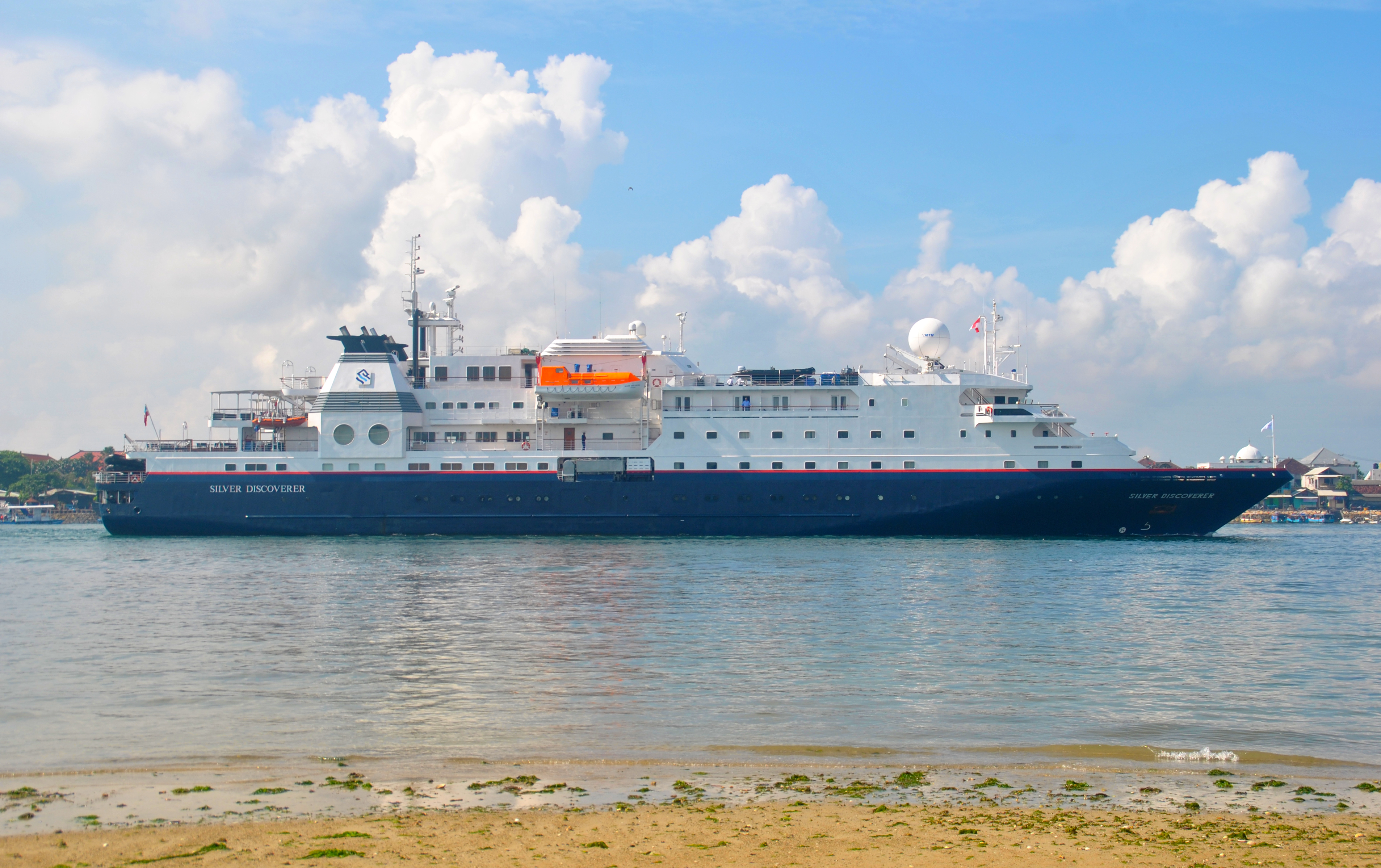
El Silver Discoverer en Benoa
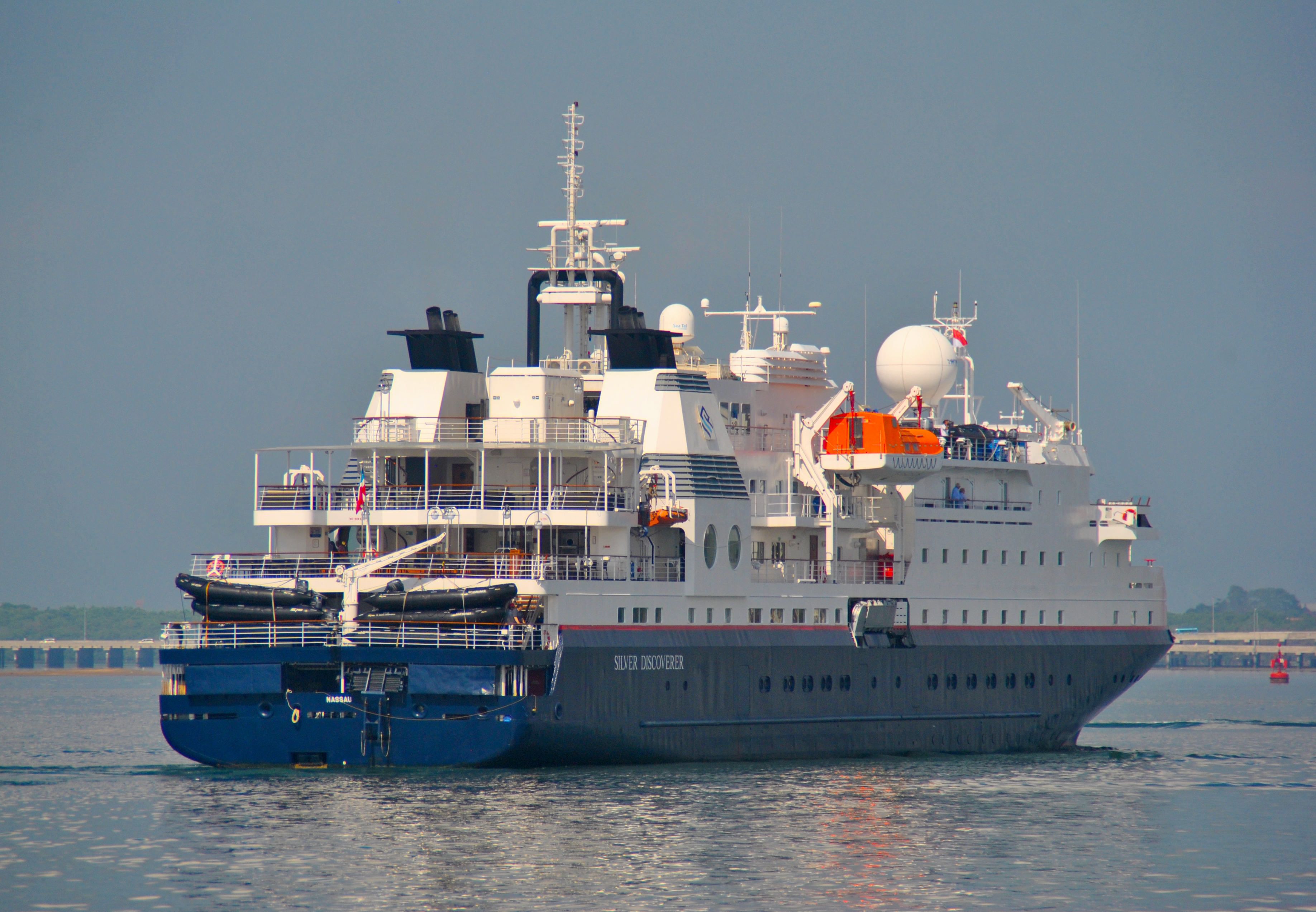
El Silver Discoverer por detrás

- Datos: Q5134378
- Multimedia: IMO 8800195 / Q5134378

1. ↑  «El Silver Discoverer en marinetraffic».
2. ↑  «Flota Silversea Cruises».
3. ↑  «Silversea Expeditions».
4. ↑  «Accidentes del buque».